# The Piano Lesson
The Piano Lesson är en amerikansk musik- och dramafilm som hade premiär på strömningstjänsten Netflix den 22 november 2024. Filmen är regisserad av Malcolm Washington som även skrivit manus tillsammans med August Wilson och Virgil Williams.

## Handling
Filmen utspelar sig i Pittsburgh år 1936 och kretsar kring en bror och syster som grälar om ett dyrbart piano. Konflikten avslöjar obehagliga sanningar om hur det förflutna uppfattas.

## Rollista (i urval)
- Samuel L. Jackson – Doaker Charles
- John David Washington – Boy Willie Charles
- Ray Fisher – Lymon
- Michael Potts – Wining Boy Charles
- Erykah Badu – Lucille
- Skylar Aleece Smith – Maretha Charles
- Danielle Deadwyler – Berniece Charles
- Corey Hawkins – Avery Brown